# Hoplocryptus nubecula
Hoplocryptus nubecula là một loài tò vò trong họ Ichneumonidae.